# Joanot Martorell
Joanot Martorell (phát âm tiếng Catalunya: [dʒuaˈnɔd maɾtoˈɾeʎ]) (Gandia, miền nam Valencia, 1413 – 1468) là một hiệp sĩ người Valencia và là tác giả của quuyển tiểu thyết nổi tiếng Tirant lo Blanch, một tác phẩm được viết bằng tiếng Valencia (Martorell gọi nó là "the Valencian popular" "vulgar llengua valenciana" theo cách gọi ở vương quốc Valencia). Tác phẩm được xuất bản ở Valencia năm 1490, một số người xem nó là tiểu thuyết hiện đại đầu tiên ở châu Âu.